# Gamma2 Normae
Gamma2 Normae (γ2 Normae, förkortat Gamma2 Nor, γ2 Nor)  är en ensam stjärna belägen i den mellersta delen av stjärnbilden Vinkelhaken. Den har en skenbar magnitud på 4,02, är den ljustaste stjärnan i stjärnbilden och är synlig för blotta ögat där ljusföroreningar ej förekommer. Baserat på parallaxmätning inom Hipparcosuppdraget på ca 25,3 mas, beräknas den befinna sig på ett avstånd på ca 129 ljusår (ca 40 parsek) från solen. Den rör sig närmare solen med en radiell hastighet på ca -29 km/s.

## Egenskaper
Gamma2 Normae är en orange till röd jättestjärna av spektralklass K0 III som genererar energi genom fusion av helium i sin kärna. Den har en beräknad massa som är ca 2,2 gånger större än solens massa, en radie som är ca 8,8 gånger större än solens och utsänder från dess fotosfär ca 51 gånger mera energi än solen vid en effektiv temperatur av ca 4 700 K.
Gamma2 Normae ligger nära en följeslagare av magnitud 10. Paret har tidigare identifierats som en dubbelstjärna, men den andra frisättningen av data från Gaiaprojektet visade att följeslagaren är mycket mer avlägsen. En annan närliggande stjärna av magnitud 16, med en temperatur på 5 972 K och separerad med 20 bågsekunder finns med nästan samma parallax och egenrörelse som Gamma2 Normae.